# Monday Osagie
Monday Osagie (sinh ngày 31 tháng 12 năm 1989) là một cầu thủ bóng đá người Nigeria thi đấu ở vị trí trung vệ cho Churchill Brothers ở I-League.

## Sự nghiệp
Trước khi thi đấu tại Bangladesh và Ấn Độ, Osagie từng thi đấu tại quê nhà Nigeria cho Enyimba International, Kwara United, Sharks, và Warri Wolves. Sau đó anh chuyển đến Bangladesh để thi đấu cho Rahmatganj MFS. Anh có màn ra mắt cho câu lạc bộ ngày 31 tháng 7 năm 2017 trong trận đấu tại Bangladesh Premier League trước Arambagh Krira Sangha. Anh đá chính và thậm chí ghi một bàn thắng khi Rahmatganj giành chiến thắng 4–2.
Osagie sau đó chuyển đến Ấn Độ để thi đấu cho Churchill Brothers. Anh có màn ra mắt cho câu lạc bộ ngày 2 tháng 12 năm 2017 trước Shillong Lajong. Anh đá chính nhưng không thể ngăn Churchill Brothers tránh khỏi thất bại 2–0.